# Llista d'estats sobirans del 1986

## Estats sobirans

### A
- Afganistan – República Democràtica de l'Afganistan
- Albània – República Socialista Popular d'Albània
- Alemanya Occidental – República Federal d'Alemanya[1]
- Alemanya de l'Est – República Democràtica d'Alemanya[2]
- Algèria – República Democràtica Popular d'Algèria
- Andorra – Principat d'Andorra
- Angola – República Popular d'Angola
- Antigua i Barbuda
- Aràbia Saudita – Regne de l'Aràbia Saudita
- Argentina – República de l'Argentina
- Austràlia – Commonwealth d'Austràlia
- Àustria – República d'Àustria

### B
- Bahames – Commonwealth de les Bahames
- Bahrain – Estat de Bahrain
- Bangladesh – República Popular de Bangladesh
- Barbados
- Bèlgica – Regne de Bèlgica
- Belize
- Benín – República Popular de Benín
- Bhutan – Regne de Bhutan
- Birmània – República Socialista de la Unió de Birmània
- Bolívia – República de Bolívia
- Botswana – República de Botswana[3]
- Brasil – República Federativa del Brasil
- Brunei – Estat de Brunei Darussalam
- Bulgària – República Popular de Bulgària
- Burkina Faso
- Burundi – República de Burundi

### C
- Cambodja – República Popular de Cambodja
- Camerun – República del Camerun
- Canadà
- Cap Verd – República del Cap Verd
- República Centreafricana
- Colòmbia – República de Colòmbia
- Comores – República Islàmica Federal de les Comores
- - República Popular del Congo
- Corea del Nord – República Democràtica Popular de Corea[4]
- Corea del Sud – República de Corea
- Costa d'Ivori – República de la Costa d'Ivori
- Costa Rica – República de Costa Rica
- Cuba – República de Cuba

### D
- Dinamarca – Regne de Dinamarca
- Djibouti – República de Djibouti[5][6]
- Dominica – Commonwealth de Dominica
- República Dominicana

### E
- Egipte – República Àrab d'Egipte
- Emirats Àrabs Units
- Equador – República de l'Equador
- Espanya – Regne d'Espanya
- Estats Units – Estats Units d'Amèrica
- Etiòpia – Etiòpia Socialista

### F
- Fiji  – Domini de les Fiji
- Filipines – República de les Filipines
- Finlàndia – República de Finlàndia
- França – República Francesa[7]

### G
- Gabon – República gabonesa
- Gàmbia – República de Gàmbia
- Geòrgia – República de Geòrgia
- Ghana – República de Ghana
- Grècia – República Hel·lènica
- Grenada
- Guatemala – República de Guatemala
- Guinea – República de Guinea
- Guinea Equatorial – República de Guinea Equatorial[8]
- Guinea Bissau – República de Guinea–Bissau[9]
- Guyana – República Cooperativa de Guyana

### H
- Haití – República d'Haití
- Hondures – República d'Hondures
- Hongria – República Popular d'Hongria

### I
- Iemen del Nord – República Àrab del Iemen[6][10]
- Iemen del Sud – República Democràtica Popular del Iemen[6]
- Índia – República de l'Índia
- Indonèsia – República d'Indonèsia
- Iran – República Islàmica de l'Iran
- Iraq – República de l'Iraq
- Irlanda – República d'Irlanda
- Islàndia – República d'Islàndia
- Israel – Estat d'Israel[11]
- Itàlia – República Italiana
- Iugoslàvia – República Socialista Federal de Iugoslàvia

### J
- Jamaica
- Japó
- Jordània – Regne Haiximita de Jordània

### K
- Kenya – República de Kenya
- Kiribati – República de Kiribati
- Kuwait – Estat de Kuwait

### L
- Laos – República Democràtica Popular de Laos
- Lesotho – Regne de Lesotho[3]
- Líban – República Libanesa
- Libèria – República de Libèria
- Líbia – Jamahiriya Àrab Socialista Popular Líbia (fins a l'abril)
  -  Líbia – Gran Jamahiriya Àrab Socialista Popular Líbia (des de l'abril)
- Liechtenstein – Principat de Liechtenstein
- Luxemburg – Gran Ducat de Luxemburg

### M
- Madagascar – República Democràtica de Madagascar
- Malawi – República de Malawi
- Malàisia
- Maldives – República de les Maldives
- Mali – República de Mali
- Malta – República de Malta
- Marroc – Regne del Marroc
- Maurici – Maurici
- Marshall Islands – República de les Illes Marshall (des del 21 d'octubre)
- Mauritius – Maurici
- Mauritania – República Islàmica de Mauritània
- Mexico – Estats Units de Mèxic
- Federated States of Micronesia (des del 3 de novembre)
- Mozambique – República Popular de Moçambic
- Monaco – Principat de Mònaco
- Mongolia – República Popular de Mongòlia

### N
- Nauru – República de Nauru
- Nepal – Regne del Nepal
- Nicaragua – República de Nicaragua
- Níger – República del Níger
- Nigèria – República Federal de Nigèria
- Noruega – Regne de Noruega
- Nova Zelanda - Domini de Nova Zelanda

### O
- Oman – Sultanat d'Oman

### P
- Països Baixos – Regne dels Països Baixos
- Pakistan – República Islàmica del Pakistan
- Panamà – República del Panamà
- Papua Nova Guinea – Estat Independent de Papua Nova Guinea
- Paraguai – República del Paraguai
- Perú – República Peruana
- Polònia – República Popular de Polònia
- Portugal – República Portuguesa

### Q
- Qatar – Estat de Qatar

### R
- United Kingdom – Regne Unit de la Gran Bretanya i Irlanda del Nord
- Romania – República Socialista de Romania
- Ruanda – República Ruandesa

### S
- Saint Kitts and Nevis – Federació de Saint Kitts i Nevis
- Saint Vincent and the Grenadines
- Solomon Islands
- El Salvador – República del Salvador
- Western Samoa – Estat Independent de la Samoa Oriental
- San Marino – Sereníssima República de San Marino
- Saint Lucia
- São Tomé and Príncipe – República Democràtica de São Tomé i Príncipe
- Senegal – República del Senegal
- Seychelles – República de les Seychelles
- Sierra Leone – República de Sierra Leone
- Singapore – República de Singapur
- Syria – República Àrab Siriana
- Somalia – República Democràtica de Somàlia
- Sri Lanka – República Socialista Democràtica de Sri Lanka
- South Africa – República de Sud-àfrica
- Sudan – República del Sudan
- Sweden – Regne de Suècia
- Switzerland – Confederació suïssa
- Suriname – República de Surinam[12]
- Swaziland – Regne de Swazilàndia

### T
- Thailand – Regne de Tailàndia
- Tanzania – República Unida de Tanzània
- Togo – República Togolesa
- Tonga – Regne de Tonga
- Trinidad and Tobago – República de Trinitat i Tobago
- Tunisia – República Tunisiana
- Turkey – República de Turquia
- Tuvalu
- Chad – República del Txad
- Czechoslovakia – República socialista Txecoslovaca

### U
- Uganda – República d'Uganda
- Unió Soviètica – Unió de Repúbliques Socialistes Soviètiques[13]
- Uruguay – República Oriental de l'Uruguai

### V
- Vanuatu – República de Vanuatu
- Ciutat del Vaticà – Estat de la Ciutat del Vaticà[14][15][16]
- Veneçuela – Estats Units de Veneçuela
- Vietnam – República Socialista del Vietnam

### X
- Chile – República de Xile
- People's Republic of China – República Popular de la Xina
- Cyprus – República de Xipre

### Z
- Zaire – República del Zaire
- Zàmbia – República de Zàmbia
- Zimbàbue – República de Zimbàbue

## Estats que proclamen la sobirania
- Bophuthatswana – República de Bophuthatswana[3][17]
- Ciskei – República de Ciskei[18]
- Sàhara Occidental – República Àrab Sahrauí Democràtica[19]
- Transkei – República de Transkei[3][20]
- Venda – República de Venda[3][21]
- República de la Xina
- Xipre del Nord – República Turca de Xipre del Nord[22]